# Hermann Royaards

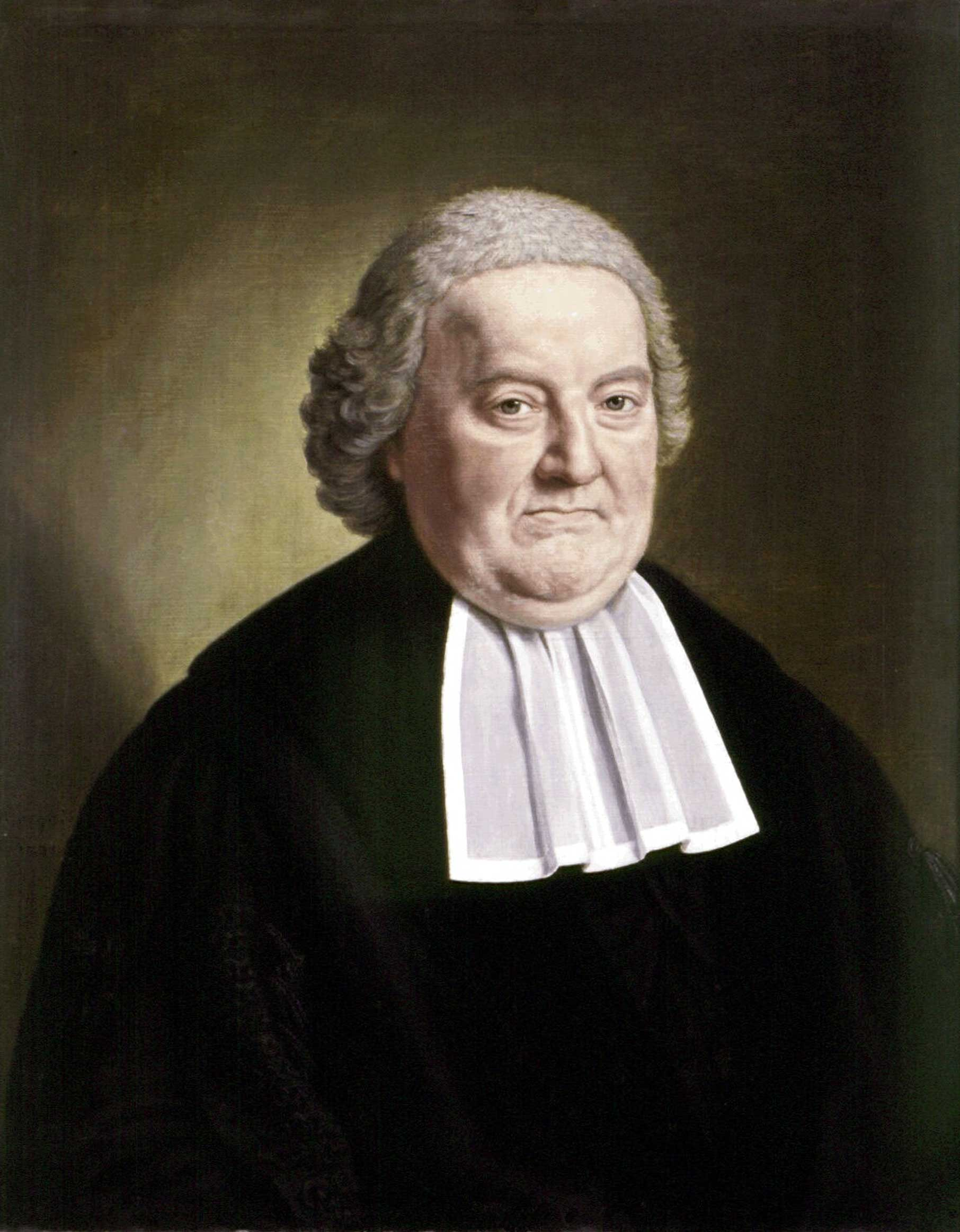
Hermann Royaards

Hermann Royaards (* 5. April 1753 in Zaltbommel; † 25. Januar 1825 in Utrecht) war ein niederländischer reformierter Theologe.

## Leben
Der Sohn des Doktors der Medizin Albertus Royaards (~ 3. Juni 1720 in Den Haag; † 16. Juni 1761 in Zaltbommel) und dessen Frau Godefrida Gertrud van Coeverden (* 4. Januar 1721 in Zaltbommel; † 6. Januar 1804 ebenda) hatte in seinen Jugendjahren die Lateinschule seines Heimatortes besucht. 1774 hatte Royaards an der Universität Utrecht ein Studium der medizinischen Wissenschaften begonnen und schwenkte während seiner Ausbildung auf ein Studium der theologischen Wissenschaften über. Seine anfänglich prägenden Lehrer in jener Zeit waren Christoph Saxe, Johann Friedrich Hennert, Meinard Tydeman der Ältere und Carolus Segaar. Unter Saxe hatte er die Abhandlung Specimen philologico-criticum de emendandis plurimis veterum scriptorum graecorum locis, ubi et de hecatombis Homerique oceano verteidigt und vier weitere Traktate in den Schriften der Gesellschaft ‘Tandem fit surculus arbor’ veröffentlicht. Schließlich besuchte er auch die Vorlesungen der orientalischen Sprachen bei Sebald Rau und hörte die theologischen Vorlesungen von Frans Burman, Albert Voget, Jacob Albert Vos und Gisbert Bonnet.
1777 wurde er Kandidat des Predigeramtes, erhielt im Folgejahr eine Pfarrstelle in Scherpenzeel und wurde im März 1780 Pfarrer in Elburg. Im Dezember 1780 übernahm er eine Pfarrstelle in Alkmaar, 1782 wurde er in gleicher Funktion in Middelburg aktiv und ging 1785 als Pfarrer nach Den Haag. Hier wurde er Quästor und Bibliothekar der 1785 Den Haager Gesellschaft zur Verteidigung der christlichen Religion. Bereits 1780 war er für eine theologische Professur an der Universität Harderwijk in Betracht gekommen, welche sich jedoch zerschlug. Am 21. April 1788 beriefen ihn die Kuratoren der Utrechter Hochschule zum Professor der Theologie, wofür er am 11. Juni 1788 von Sebald Rau zum Doktor der Theologie ernannt wurde und er trat die ihm übertragene Aufgabe am 12. Juni 1788 mit der Einführungsrede ratione, qua Deus in patefacienda religione, usus sit an. Vom 16. Oktober 1815 bis zum 6. November 1815 erlebte er in dieser Funktion eine kurze Vakanzzeit.

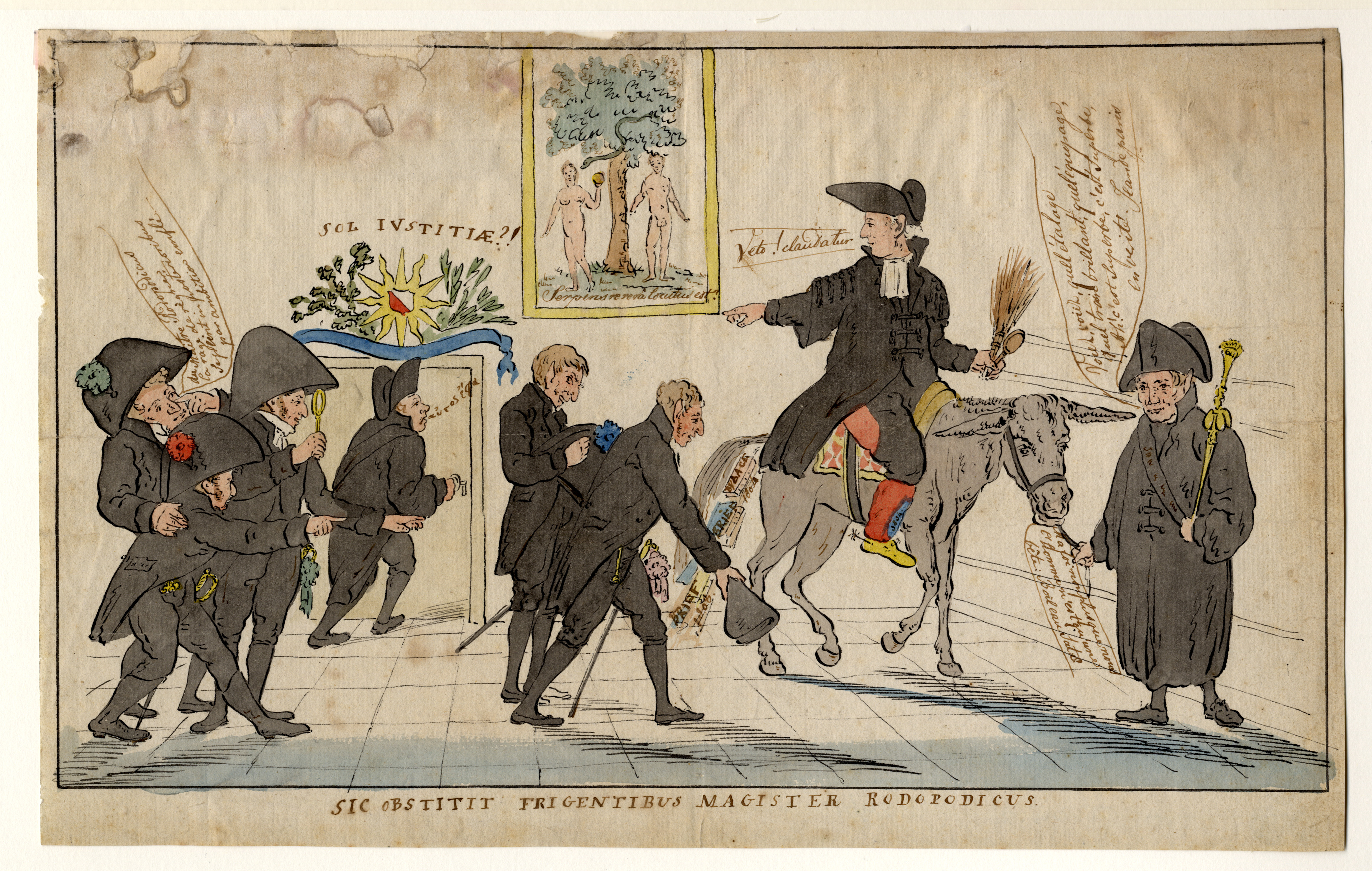
Royaards (Karikatur, 1804)

In seiner Eigenschaft als Utrechter Hochschullehrer beteiligte er sich auch an den organisatorischen Aufgaben der Hochschule und war in den Jahren 1791/92, 1802/03, 1819/20 Rektor der Alma Mater. Zudem war er seit 1798 Vorsitzender der Niederländischen Missionsgesellschaft und 1816 beratendes Mitglied des Ausschusses für die Approbation von Schriften der ersten Synode der reformierten Allgemeinen Kirche in Den Haag. In seinen Vorlesungen widmete er sich dem Erlernen einer analytischen Predigtmethode, dogmatisch legte er große Sorgfalt auf die Exegese. Besonders aus dem Studium der griechischen und hebräischen Sprache untersuchte er die Schriften des Alten und neuen Testaments. In seiner theologischen Ansicht war er ein Gegner des Rationalismus. Am 16. Juni 1823 wurde er emeritiert und er wurde nach seinem Ableben in der Utrechter Jacobikirche begraben. Literarisch ist er vor allem durch einige Reden in Erscheinung getreten.

## Familie
Royaards verheiratete sich am 25. Juni 1783 in Middelburg mit Johanna Henriette Schorer (* 11. April 1757 in Middelburg; † 23. Oktober 1813 in Utrecht), die Tochter des Johan Guillelmus Schorer (* 6. Oktober 1733 in Middelburg; † 15. April 1783 ebenda) und der Anna Henrietta Maisonneuve de Perponcher (* 20. Dezember 1734 in Veere; † 1. Oktober 1768 in Middelburg). Aus der Ehe stammen Kinder. Von diesen kennt man:
- Johann Willem Albert Royaards (* 25. November 1784 in Middelburg; † 16. Januar 1847 in Utrecht) Dr. jur., Ratsherr am Gerichtshof in Utrecht und ab 1826 Rat von Utrecht
- Godefrida Johanna Royaards (* 28. Juni 1786 in Den Haag, † Utrecht 2 Febr. 1847)
- Anna Jacoba Maria Royaards (5. Februar 1788 in Den Haag; † 20. Januar 1791 in Utrecht)
- Henriette Elisabeth Royaards, (* 3. Mai 1789 in Utrecht, † 7. Oktober 1790 ebenda)
- David Hendrik Royaards (* 29. August 1790 in Utrecht; † 11. April 1848 ebenda) verh. 17. November 1813 mit Louise Johanna Elisabeth Wierts (* 19. August 1791 in Utrecht; † 6. Nov. 1856 ebenda)
- Jaoob Hendrik Boyaards (* 13. August 1791 in Utrecht, † 8. Juli 1792 ebenda)
- Herman Johan Royaards Professor der Theologie

## Schriften
- Diatribe de divinitate Jesu Christi vera. Utrecht 1791 und 1792, 2. Bde.
- Bedenkingen over een algemeen grondbeginsel, waaruit alle de voorschriften van het natuurlijk regt kunnen worden afgeleid. In: Verhandelingen van het Zeeuwsche Genootschap der wetenschappen te Vlissingen XIII (1786), S. 345.
- Oratio de doctrina Christi. Utrecht 1792
- Verhandeling over den waren aard van Jezus' koninkrijk. Utrecht 1799
- Oratio de Guil. Emmery de Perponcher († 25. Juni 1819), habita 23 Maart 1820. In: Annales Rheno-Traj. (1819–20)